# Alfredo Sota
| 230631 Justino    | 18 giugno 2003    |
| 259387 Atauta     | 25 maggio 2003    |
| 287829 Juancarlos | 23 settembre 2003 |

Alfredo Sota (...) è un astronomo spagnolo.
Lavora all'Istituto di astrofisica dell'Andalusia. Il Minor Planet Center gli accredita le scoperte di quattro asteroidi, effettuate tutte nel 2003.